# Důl Lazy
Důl Lazy byl hlubinný důl na černé uhlí v likvidaci, který se nacházel v jihozápadní části karvinské oblasti ostravsko-karvinského černouhelného revíru. Důlní pole toho dolu se nachází na katastrech měst Orlová a Karviná, povrchový areál pak v orlovské místní části Lazy. Důl provozovala těžební společnost OKD, nyní (v roce 2024) se o likvidaci stará firma DIAMO.

## Historie

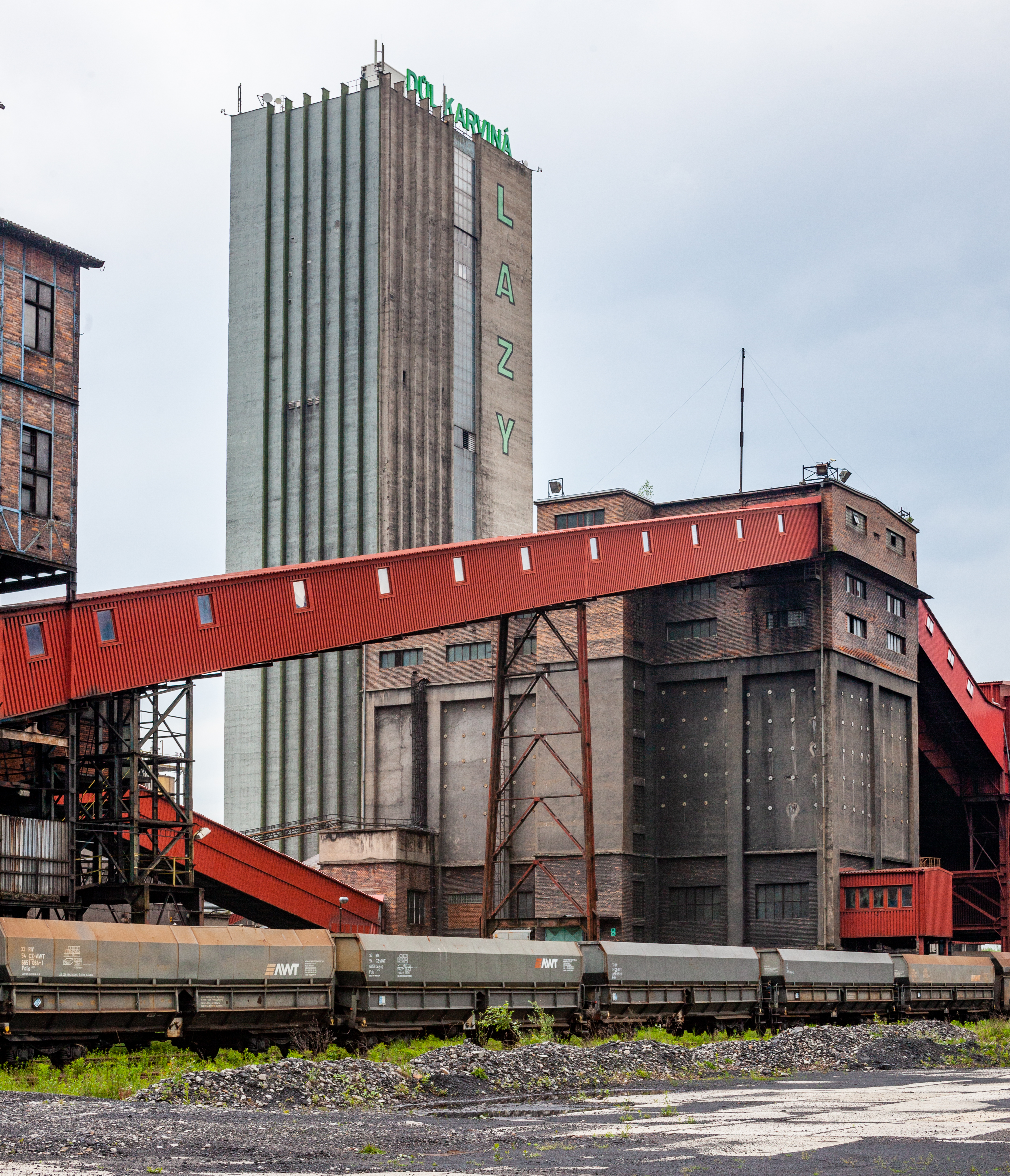
Skipová věž před odstřelem (2021)

Budování současného dolu Lazy bylo zahájeno v roce 1890, tehdejší název byl Neuschacht (Nová jáma). 
V Dole Lazy se začalo těžit v roce 1892. V té době šlo o největší a nejmodernější důl s roční kapacitou těžby 500.000 tun uhlí.
V roce 1950 došlo k přejmenování na „Důl Antonín Zápotocký“ a v roce 1991 na Důl Lazy.
Dne 1. července 1995 došlo ke sloučení dolů Lazy, Dukla a František do jednoho odštěpného závodu pod názvem Důl Lazy. Těžba uhlí na Františku byla ukončena v roce 1999 a Důl Dukla byl v rámci útlumu začleněn od 1. února 2006 pod Důl Paskov.
Symbolický poslední vozík uhlí z dolu vyvezli 28. listopadu 2019. Od roku 2020 probíhala technická likvidace dolu, která trvala do roku 2023. Za téměř 130 let provozu se v dole vytěžilo 145 milionů tun uhlí.

### Odstřel skipové věže
Dne 27. července 2024 v 10:12:49 byla odstřelena cca 83 metrů vysoká betonová těžní věž (skipová věž) pomocí osmdesáti kilogramů trhaviny. Dále se pak pokračovalo na likvidaci areálu s výjimkou ocelové těžní věže, jejíž zachování si vyžádali zástupci památkového ústavu. Do budoucna se po odstřelu skipové věže počítalo s přeměnou areálu na průmyslovou zónu. Samotný pád věže trval přesně deset sekund a přihlíželo mu několik desítek diváků, jež následně zavalil hustý oblak dýmu.
- Video – odstřel skipové věže

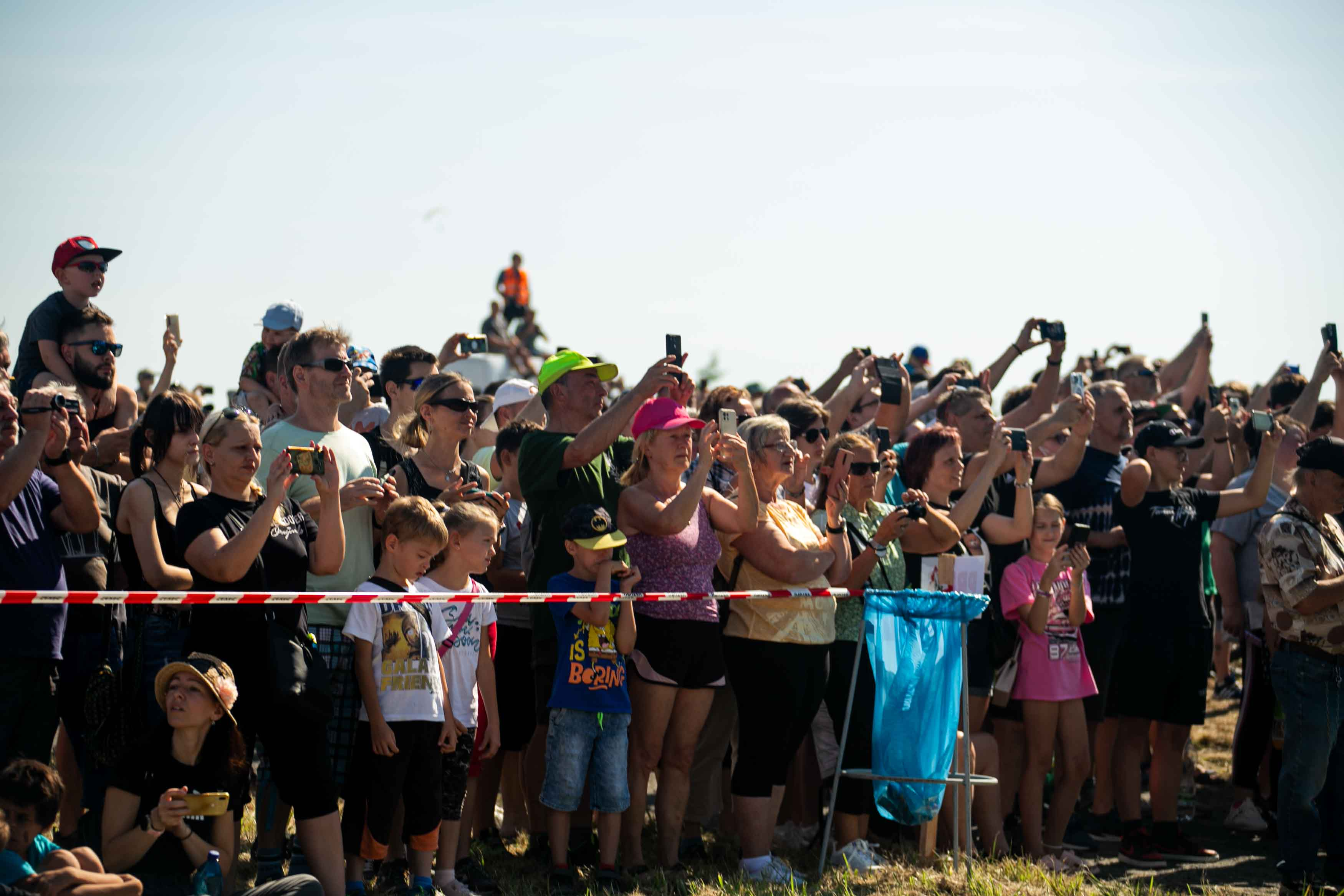
Diváci přihlížející odstřelu
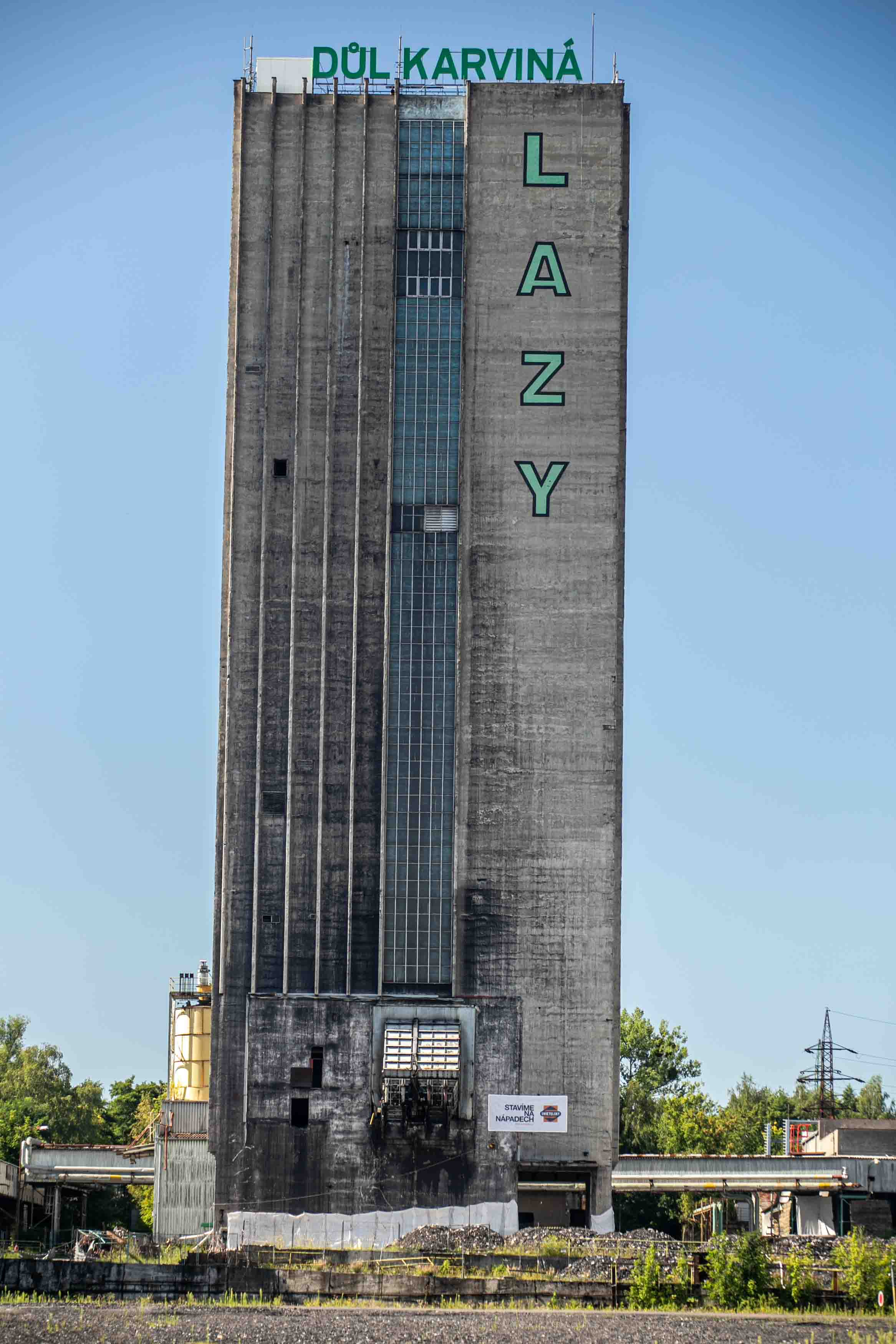
Věž těsně před odstřelem
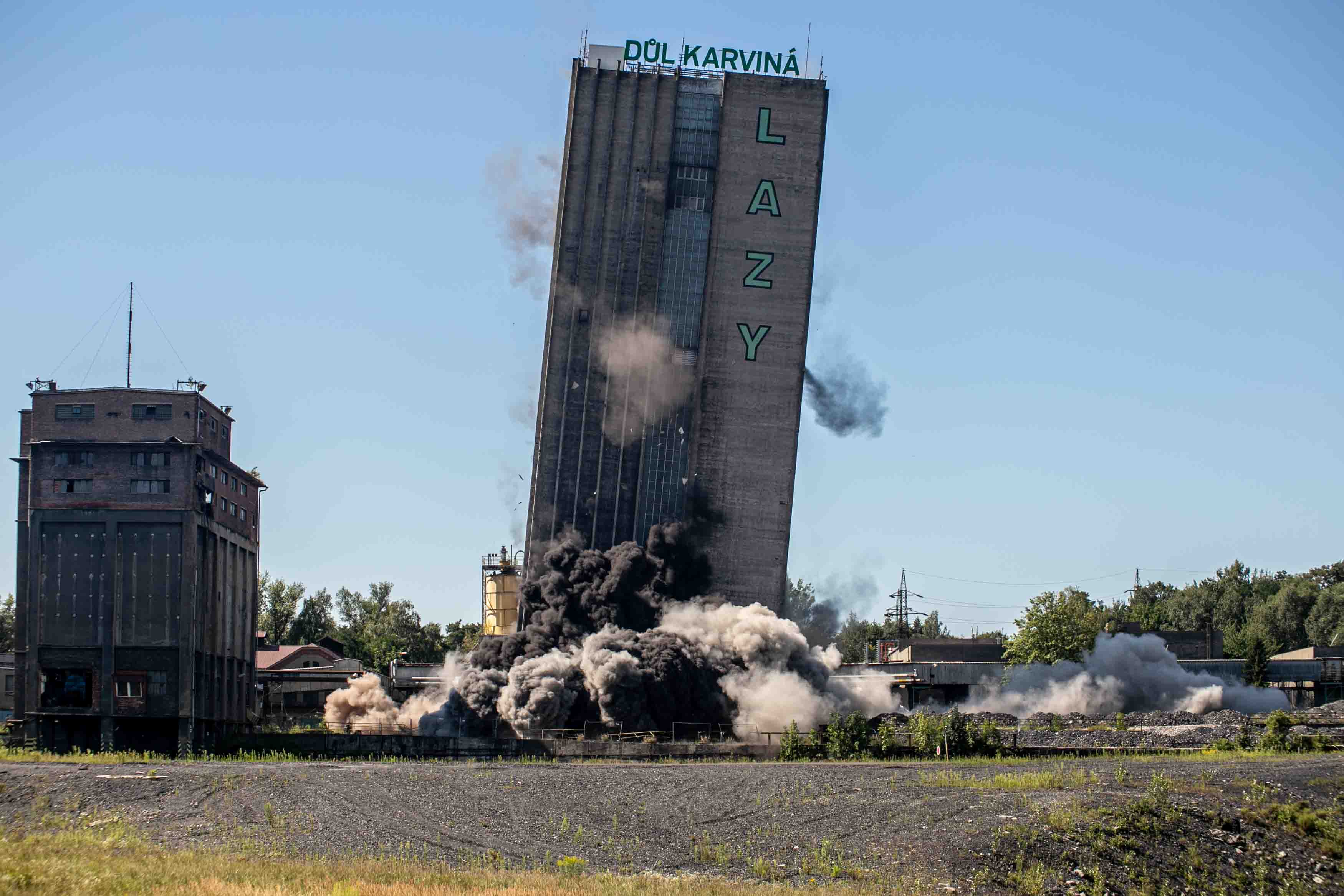
Odstřel
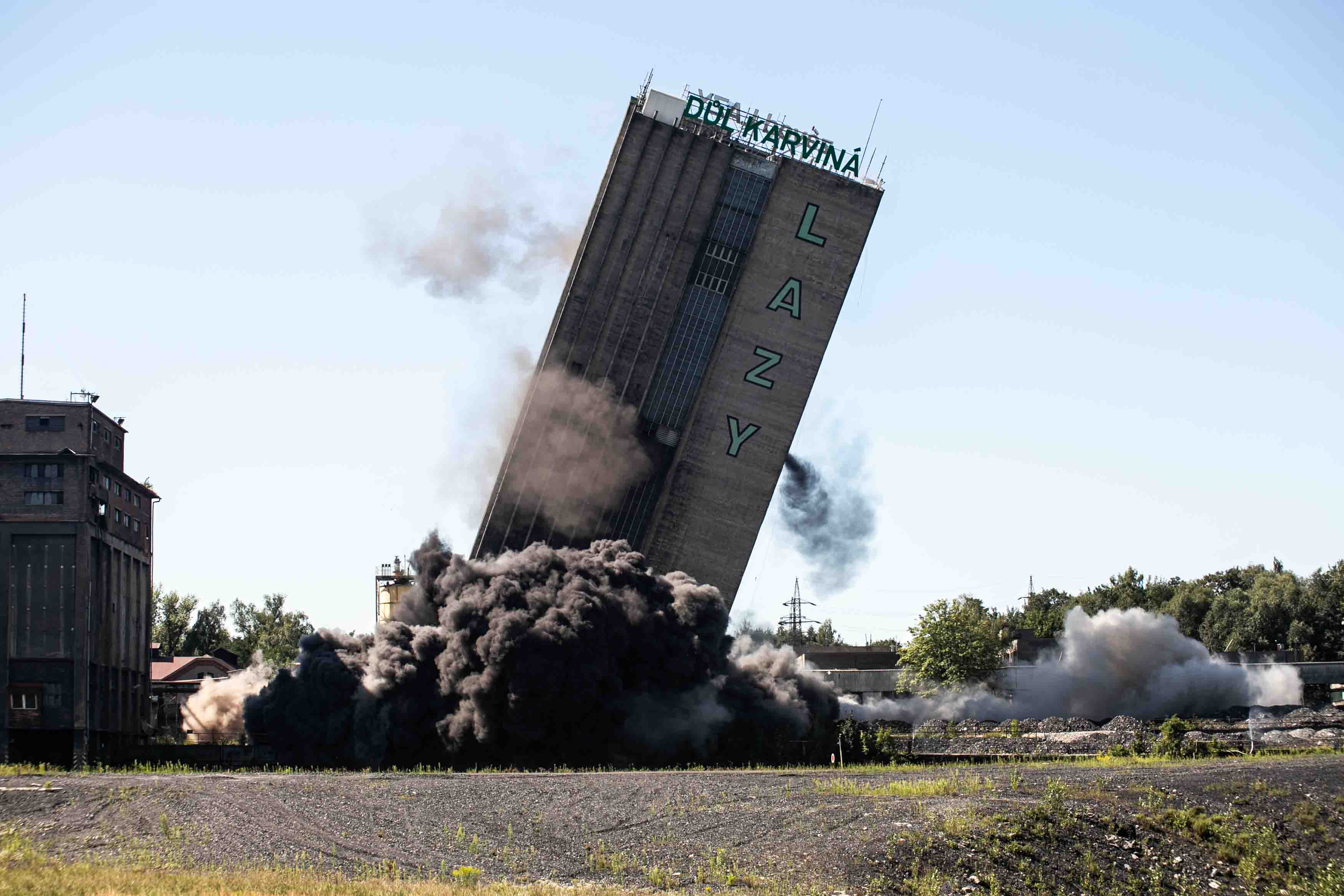
Padající skipová věž
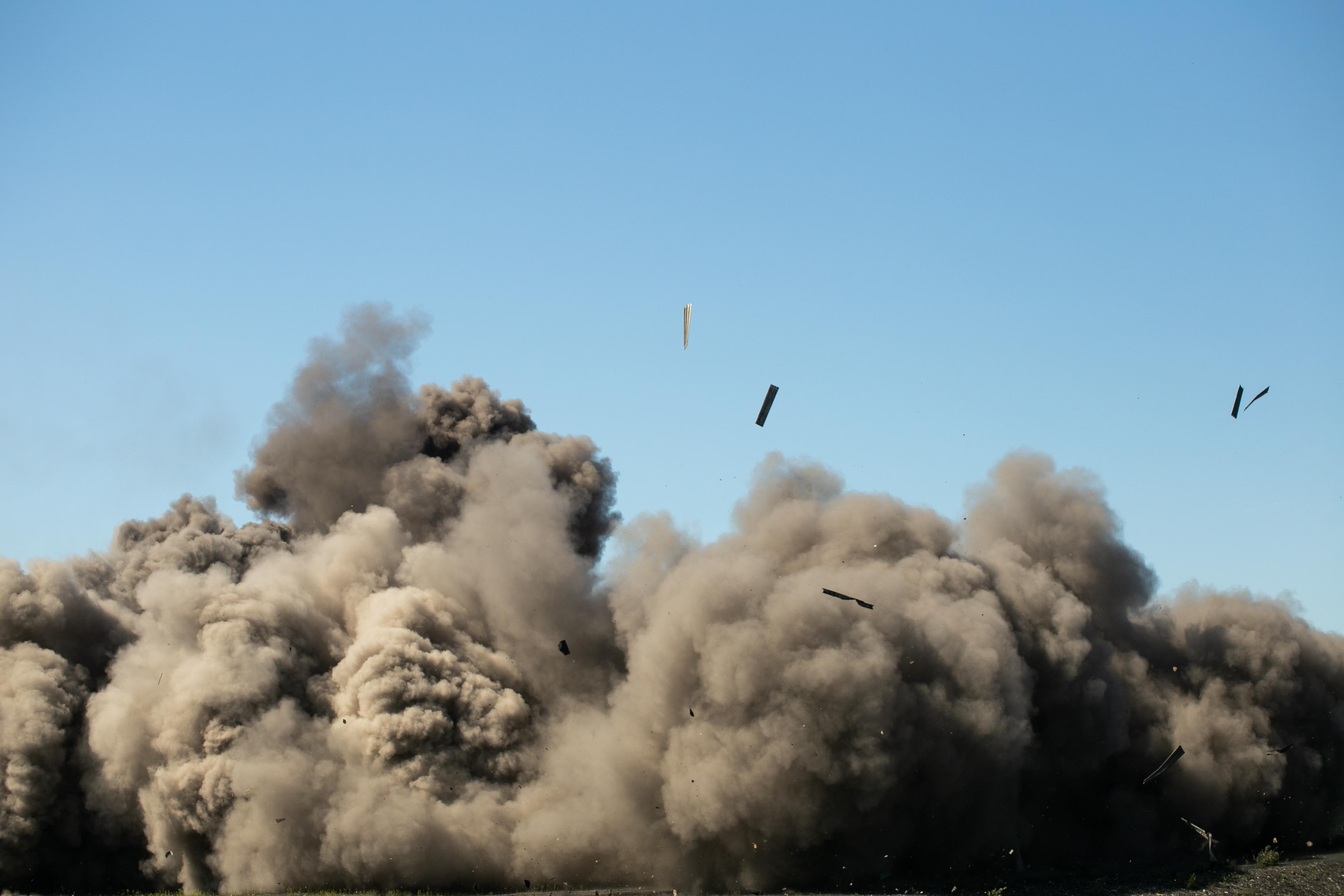
Následný oblak dýmu
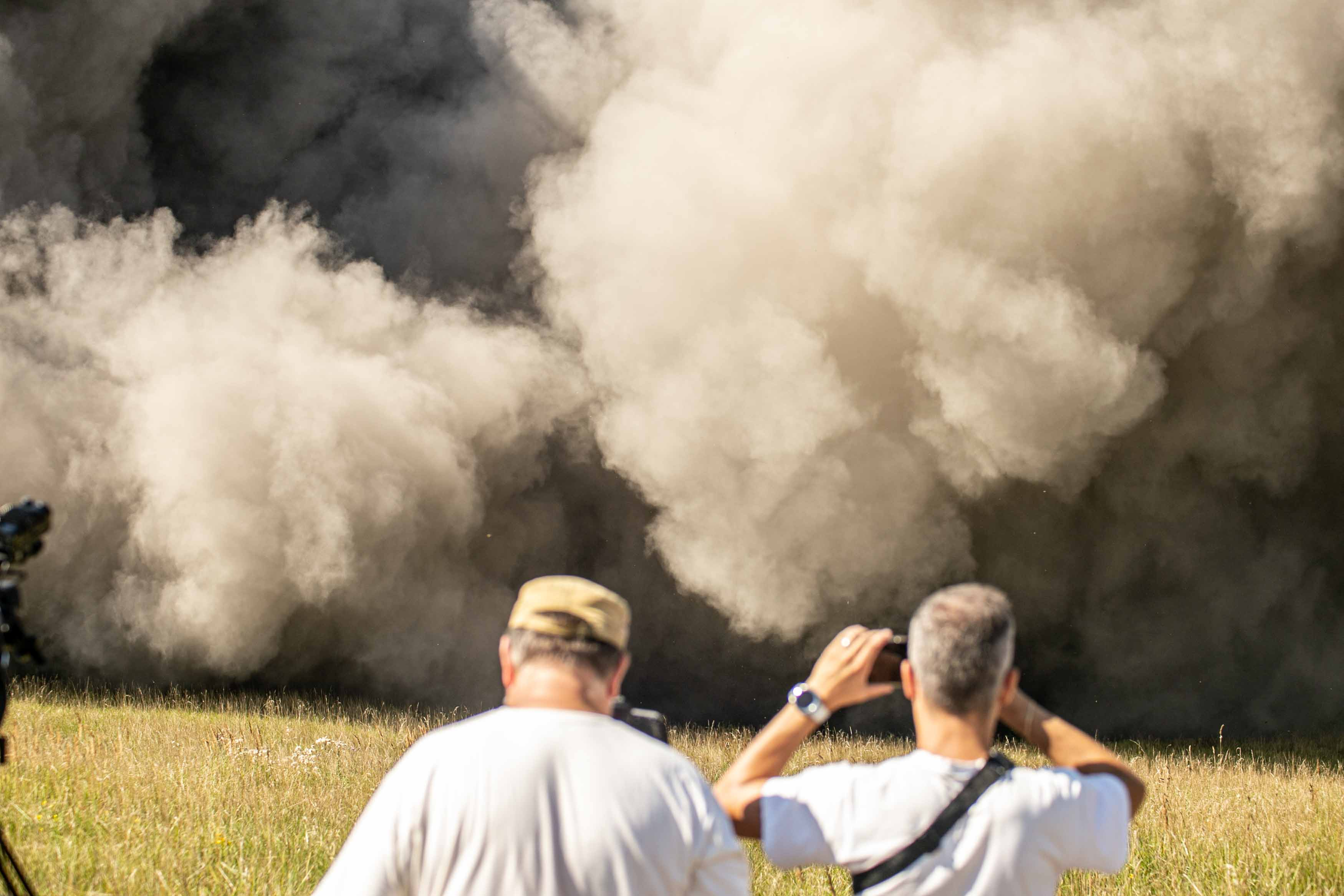
Oblak dýmu valící se na diváky

V areálu dolu Lazy má po sanaci na přání památkářů zůstat pouze ocelová kozlíková těžní věž jámy číslo dva.

## Nehody

### 1919
Dne 20. května roku 1919 došlo v dole v rozmezí 45 vteřin ke dvěma výbuchům metanu a uhelného prachu. V úseku přímo zasaženém výbuchy se nacházelo 164 horníků. Z toho 72 horníků utrpělo různá zranění a byli přiotrávení jedovatými zplodinami výbuchu, šesti se podařilo uniknout do bezpečí a 92 horníků utrpělo smrtelná zranění.

### 1951
Dne 3. července 1951 okolo 20. hodiny (ve 20:15) vznikl pod úrovní 6. patra požár. Ohnisko požáru bylo u pohonné jednotky článkového dopravníku Haubinco, který se vlivem přetížení zastavil. Vzduchový motor o výkonu 40,5 kW se však nadále otáčel a tím způsobil prokluzování čtyř klínových řemenů na řemenicích. Rozpálené řemenice zapálily uhelný prach a dřevěnou výztuž. Oxid uhelnatý obsažený v kouři zabil 8 horníků, kteří se snažili zachránit útěkem. Z ranní směny, která pracovala přesčas, se zachránili pouze dva horníci, když se jim podařilo dorazit k jámě a před 22. hodinou z dolu vyfárali.
Nedaleko ohniska požáru se nacházel sklad výbušnin. Působením tepla došlo k vyplavení nitroglycerínu do okolí. Asanace byla náročná a stala se námětem mnoha článků a povídek.

### 1964
Při zasypávání nepoužívané jámy dne 11. listopadu 1964 došlo k průvalu bahnin, při němž zahynuli 4 horníci.

### 2004
Dne 11. března 2004 došlo při rozšiřování prorážky v 36. sloji k důlnímu otřesu, při kterém bylo sedm horníků smrtelně zraněno.

## Statistiky
| rok  | tun       |  | rok  | tun       |  | rok  | tun       |
| ---- | --------- |  | ---- | --------- |  | ---- | --------- |
| 1892 | 0 020 000 |  | 1930 | 0 411.100 |  | 1960 | 1.334.342 |
| 1895 | 0 102.535 |  | 1940 | 0 902.600 |  | 1970 | 1.853.700 |
| 1900 | 0 333.252 |  | 1943 | 1.302.600 |  | 1980 | 2.013.360 |
| 1910 | 0 407.830 |  | 1945 | 0 583.500 |  | 1984 | 2.230.840 |
| 1916 | 0 604.600 |  | 1950 | 1.025.800 |  | 1990 | 1.998.200 |
| 1920 | 0 247.400 |  | 1955 | 1.011.166 |  | 2000 | 1.920.100 |

## Galerie

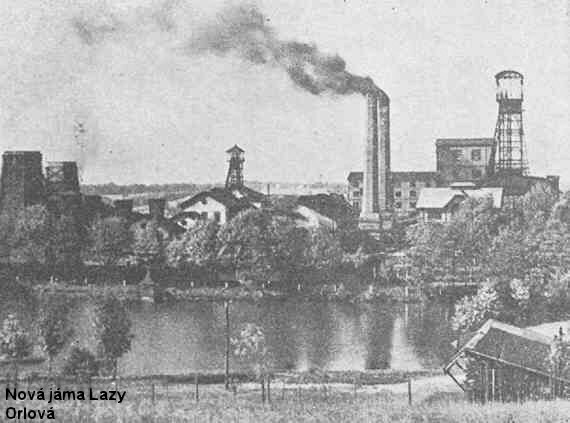
Nová jáma na počátku 20. století
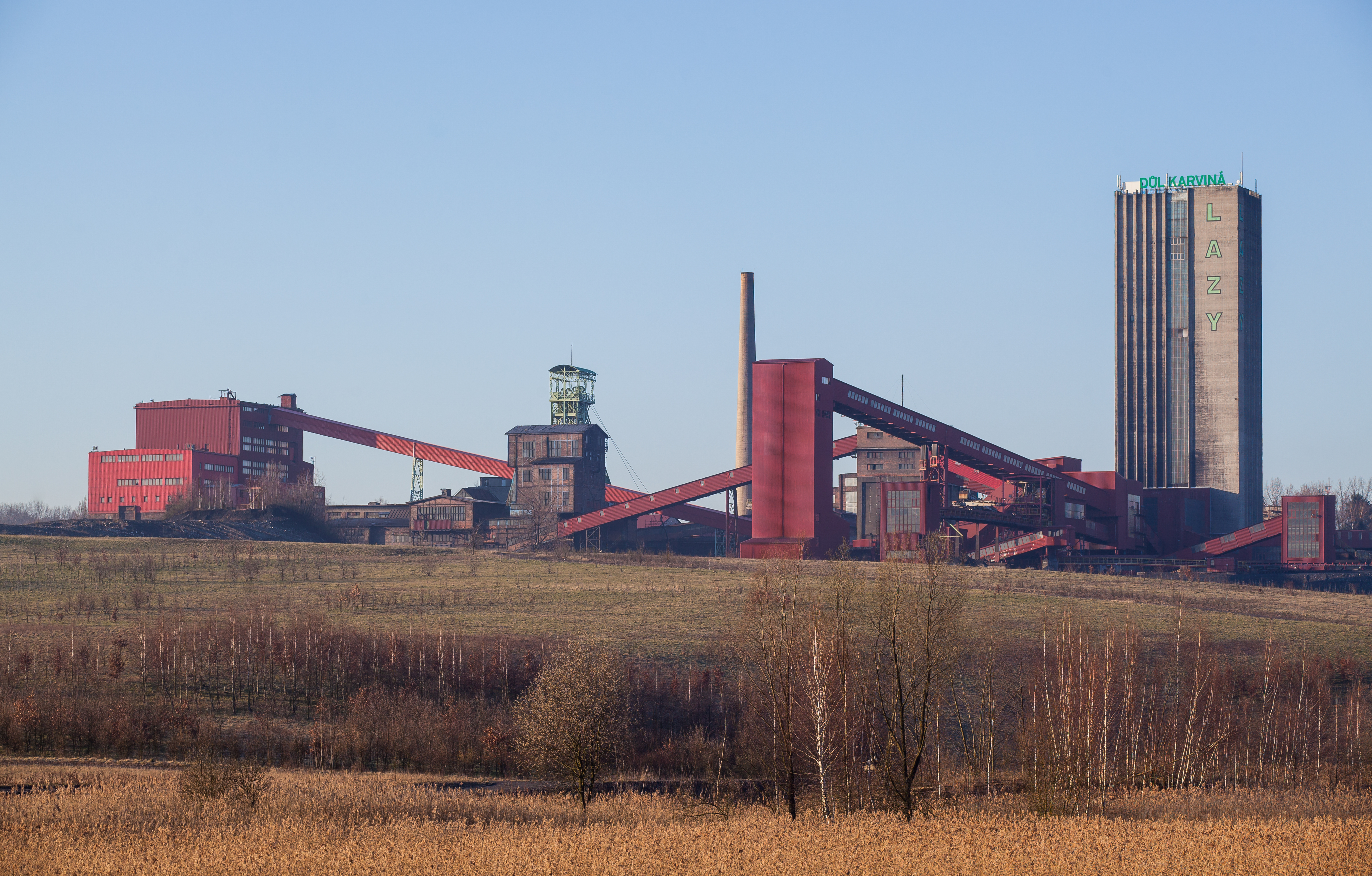
Důl Lazy a prostor ovlivněný jeho činností (2020, před odstřelem těžní věže)
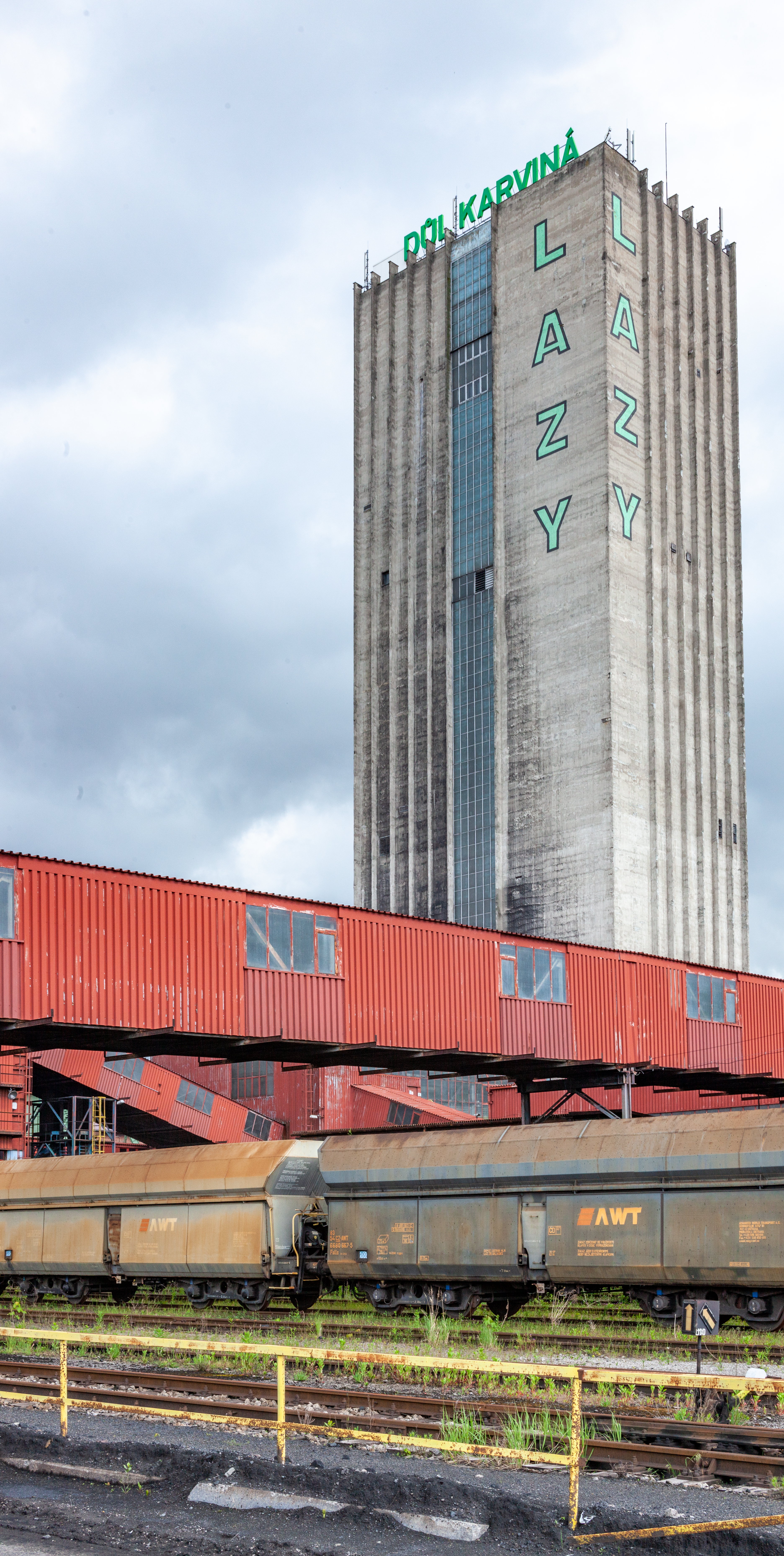
Pohled na skipovou věž před odstřelem (2021)
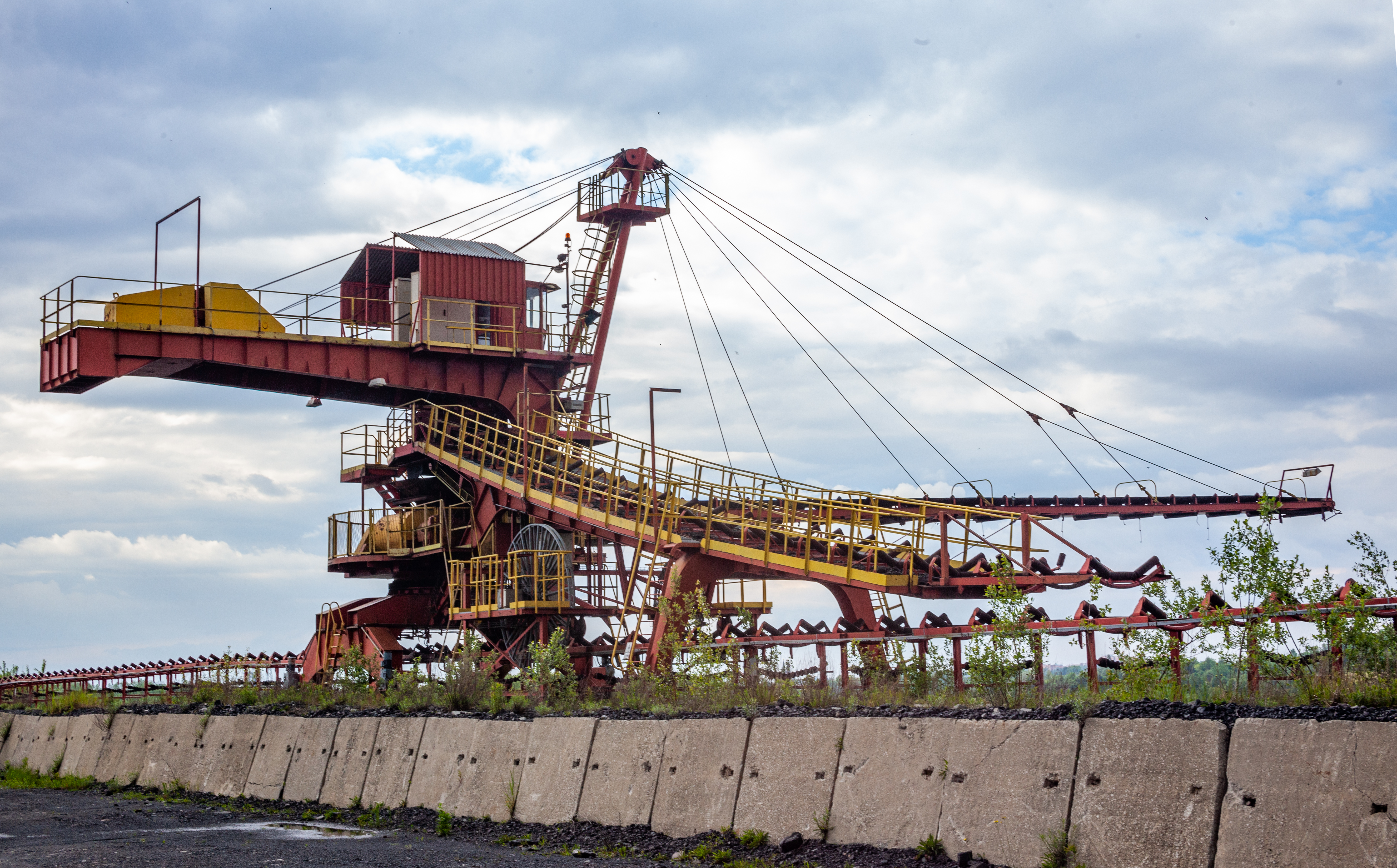
Důl Lazy v roce 2021
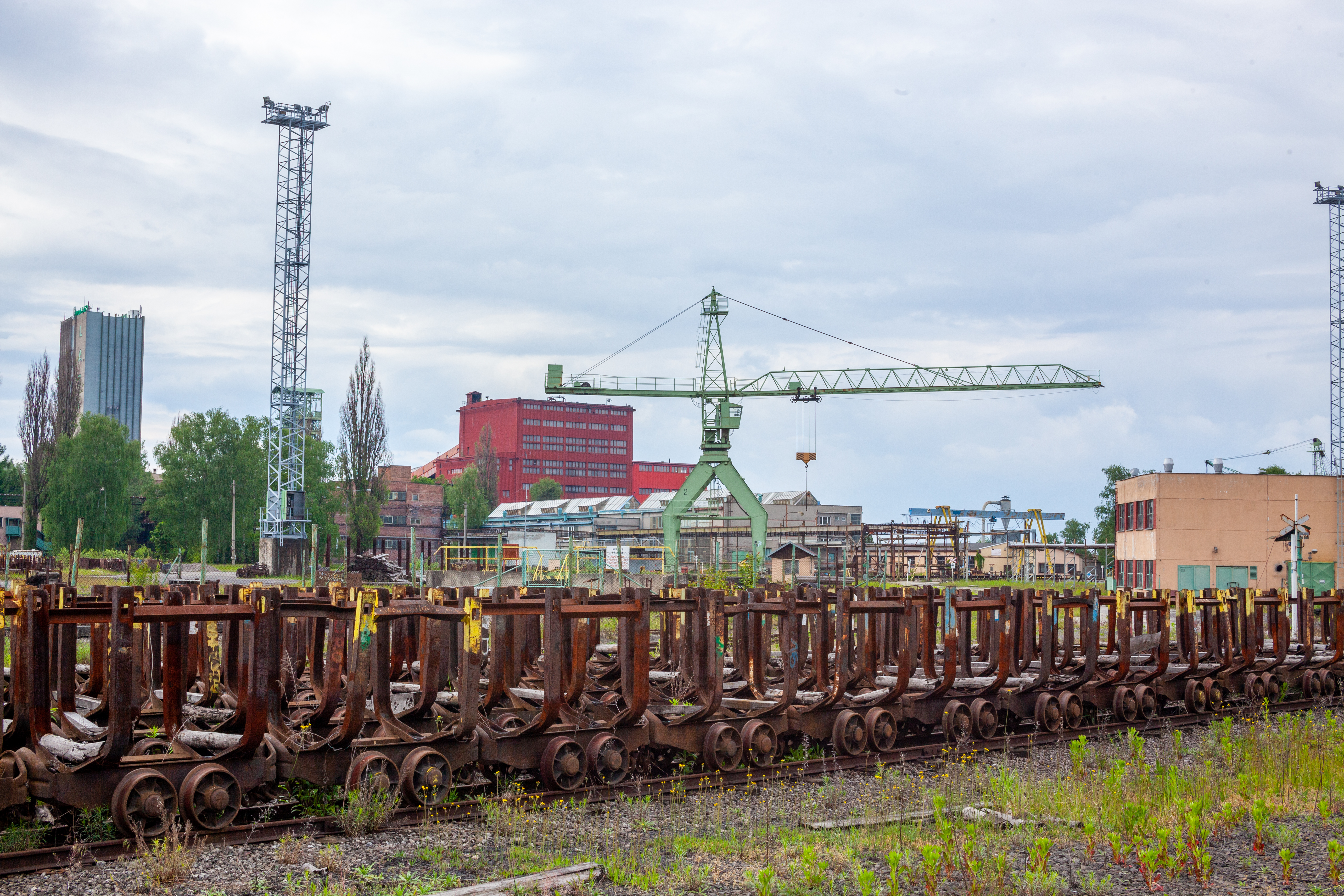
Vysloužilé důlní vozíky (2021)
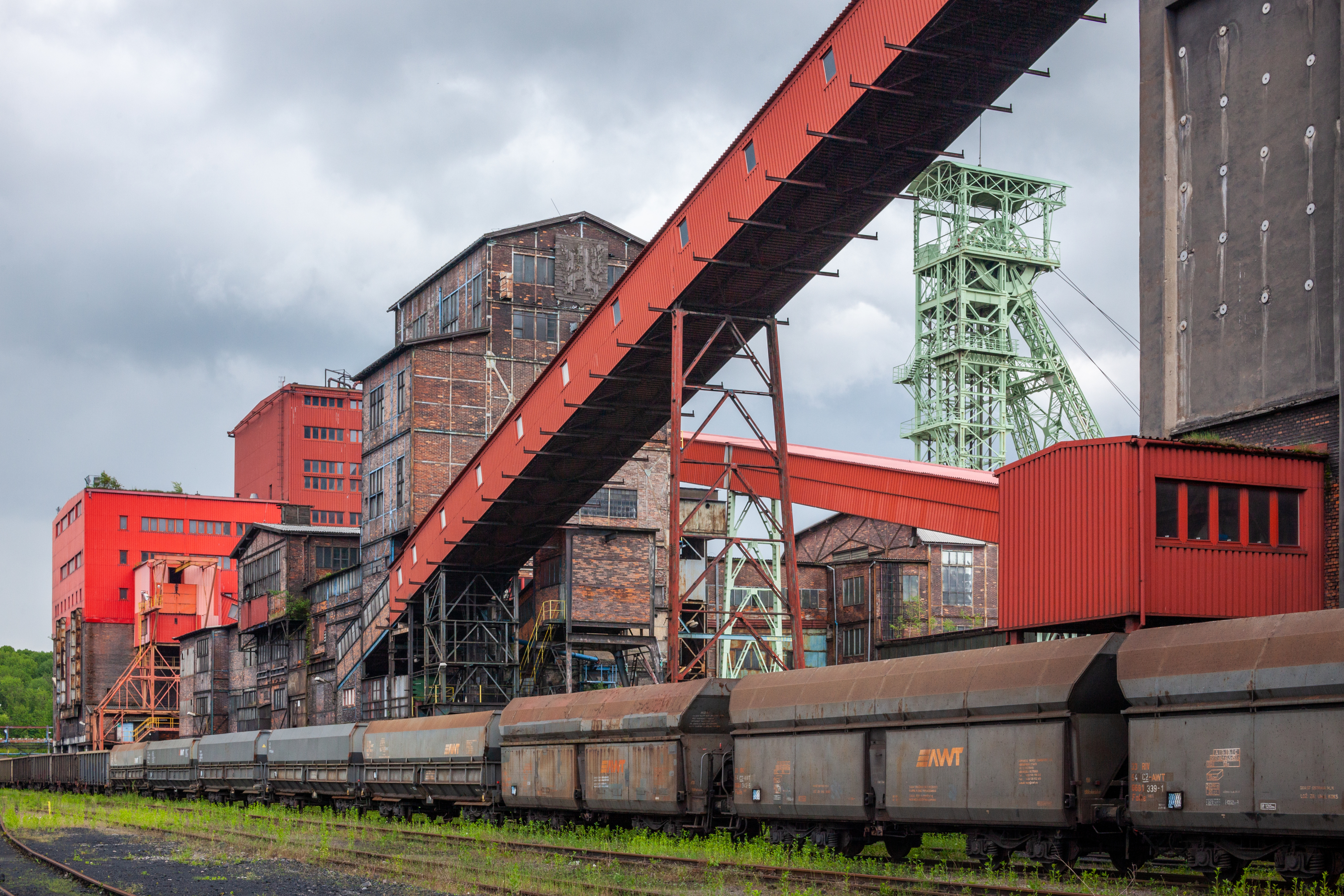
Důl Lazy v roce 2021